# Eduard Werle

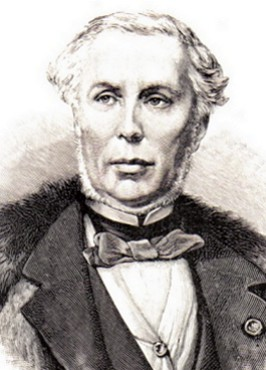
Eduard Werle

Eduard (Mathias) Werle (Mathieu Édouard Werlé) (* 30. Oktober 1801 in Wetzlar; † 6. Juni 1884 in Reims) war Geschäftsmann und französischer Politiker.
Seine Eltern waren Johann Adam Werle, Posthalter in Hattersheim am Main und Postdirektor zu Wetzlar und seine Ehefrau Eva Katharina geb. Pelzer aus Ladenburg. Seine ältere Schwester Barbara Maria Werle (1787–1871) heiratete 1809 Franz, aus dem Geschlecht Gedult von Jungenfeld.
1821, als Vollwaise mit einem Erbe von 15.000 Livres ausgestattet, begann er seine Lehre beim Champagnerhauses Clicquot in Reims. Hier war kurz zuvor Louis Bohne verstorben.
Barbe-Nicole Clicquot-Ponsardin (1777–1866), die Tochter des Reimser Bürgermeisters Nicolas Ponsardin (1747–1820) hatte 1798 François Clicquot, den Erben eines 1772 gegründeten Champagnerhauses in Reims, geheiratet. Als 1805 ihr Ehemann starb, und sein Vater die Firma verkaufen wollte, konnte die  Witwe („Veuve“ auf Französisch) ihn überreden, ihr die Leitung zu übertragen.
Werle entpuppte sich als Organisationstalent und übernahm schon nach kurzer Zeit die Leitung der Kellerei.
Zum einen führten Mme. Clicquots Tochter und der mittellose, aber vergnügungssüchtige Schwiegersohn, denen sie ihm immer wieder mit viel Geld aus der Patsche half, das Champagnerhaus zeitweilig an den Rand der Pleite. Zum anderen hatte die hauseigene Bank Clicquot Kundengelder bei einer bekannten Pariser Bank angelegt. Als sich diese Pariser Bank als zahlungsunfähig erwies, wollten die Kunden ihr Geld zurück. Anfang 1829 hatte Mme. Clicquot sich aufs Land zurückgezogen und Werle reiste nach Paris, bürgte mit seinem persönlichen Vermögen, um von einer dritten Bank einen stützenden Kredit für die angeschlagene Bank Clicquot zu erhalten. Persönlich sperrte er die Türen auf, zahlte jedem, der kam, sein Geld aus und konnte so die Gemüter beruhigen. Nachdem die Bank Clicquot nach und nach geschlossen war, beschränkte sich der Verlust auf 270.000 Francs.
Werle stieg auf zum Vertriebsleiter. 1828 holte er sein Patenkind Ignaz Schweickardt als gelernten Küfer nach Reims, der aber 1830 wegen der Julirevolution Frankreich wieder verließ.

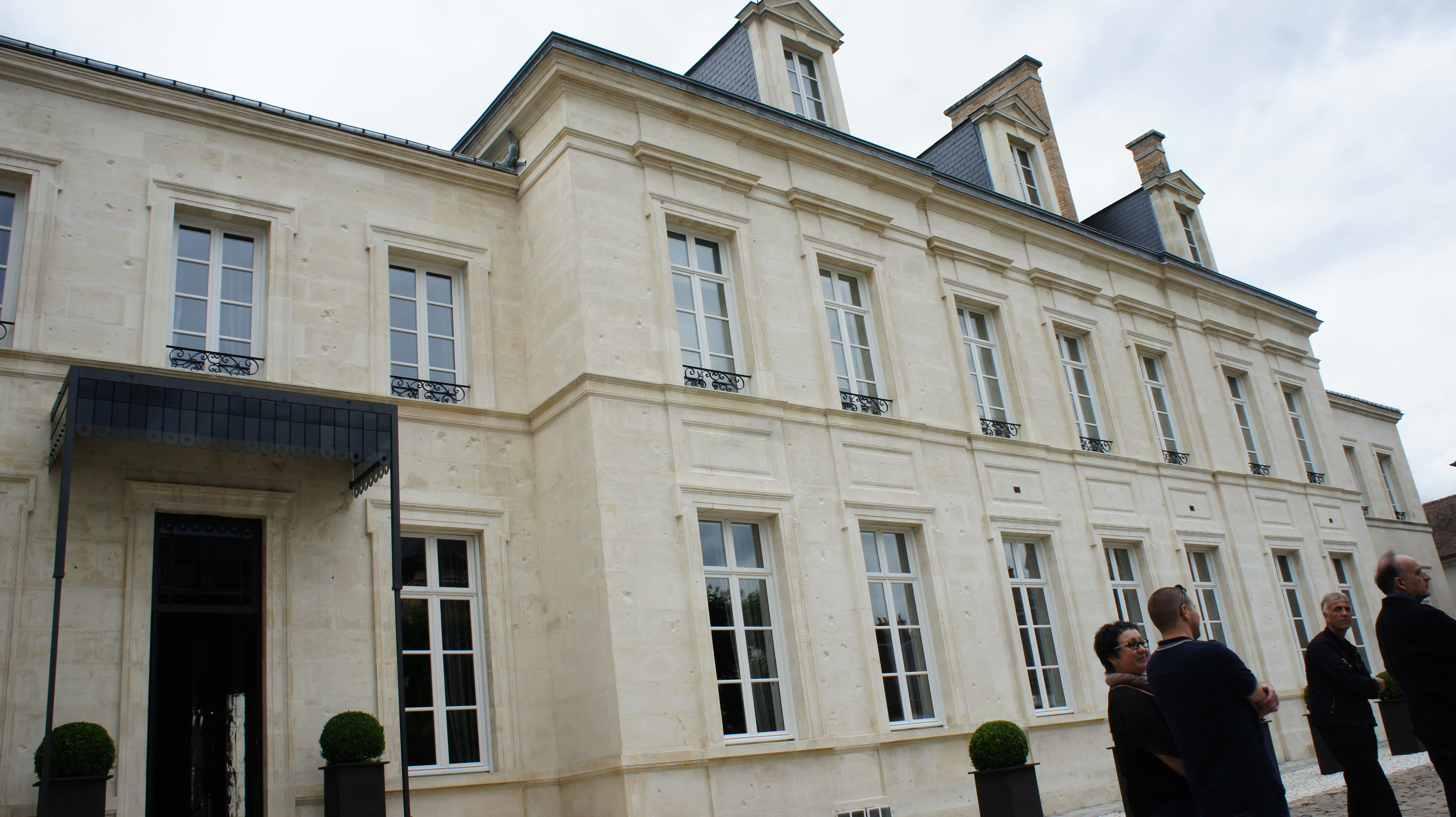
Hôtel du Marc

1831 machte Madame Clicquot ihn zum neuen Teilhaber. Dafür gründeten sie eine Gesellschaft, in die jeder 100.000 Francs einzahlte. Clicquot brachte ihre Gebäude und Weine ein, blieb aber Besitzerin.
1836 heiratete er in Reims Louise Emilie Boisseau (1815–1876). Er wurde 1852–1868 Bürgermeister von Reims, Präsident der Handelskammer und Deputierter im Parlament. Mme. Clicquot hatte ihm und seinem Sohn Alfred Werlé das Unternehmen vermacht. Ihr Familienhaus, das sie ebenfalls von Mme. Clicquot erhalten hatten, wurde später das Hôtel du Marc. Alfreds Haus wurde zum Hôtel Werlé.

## Belege
1. ↑  Mainzer Zeitschrift. Bände 87–88, S. 301.
2. ↑  nassauerhof-hattersheim.de
3. ↑  posthofkeller.de (Memento des Originals vom 9. Juli 2010 im Internet Archive)  Info: Der Archivlink wurde automatisch eingesetzt und noch nicht geprüft. Bitte prüfe Original- und Archivlink gemäß Anleitung und entferne dann diesen Hinweis.
4. ↑  Hans-Werner Hahn: Vom Gehilfen der Witwe zum Chef des Hauses Cliquot. Die Karriere des Wetzlarer Posthaltersohns Eduard Werle (1801–1884) in Reims. In: Mitteilungen des Wetzlarer Geschichtsvereins. 46, 2013, S. 53–69.
5. ↑  markenschaetze.de (Memento vom 30. Januar 2012 im Internet Archive)
6. ↑  M. Köster: Brillante Bilanzen: fünf Unternehmerinnen und ihre Lebensgeschichte. S. 60 ().
7. ↑  Lebensgeschichte. zeit.de; „Aus dem Ruin ihrer Bank rettete sie 1825 ihr Nachfolger Eduard Werle (Werlé) aus Wetzlar.“
8. ↑  Veuve Clicquot champagner.com; „Die Bank in Paris, bei welcher das Vermögen des Hauses Clicquot verwaltet wurde, brach jedoch 1828 zusammen. Werlé setzte sein eigenes Vermögen aufs Spiel, um drängende Gläubiger zu befriedigen. Madame Clicquot erfuhr von dieser Geste Werlés erst im Nachhinein und ernannte Werlé in der Folge als Partner des Hauses Clicquot.“
9. ↑  asiaone.com

| Personendaten    | Personendaten                                                   |
| ---------------- | --------------------------------------------------------------- |
| NAME             | Werle, Eduard                                                   |
| ALTERNATIVNAMEN  | Werle, Eduard Mathias; Werlé, Édouard                           |
| KURZBESCHREIBUNG | deutsch-französischer Geschäftsmann und französischer Politiker |
| GEBURTSDATUM     | 30. Oktober 1801                                                |
| GEBURTSORT       | Wetzlar                                                         |
| STERBEDATUM      | 6. Juni 1884                                                    |
| STERBEORT        | Reims                                                           |